# Superlambanana

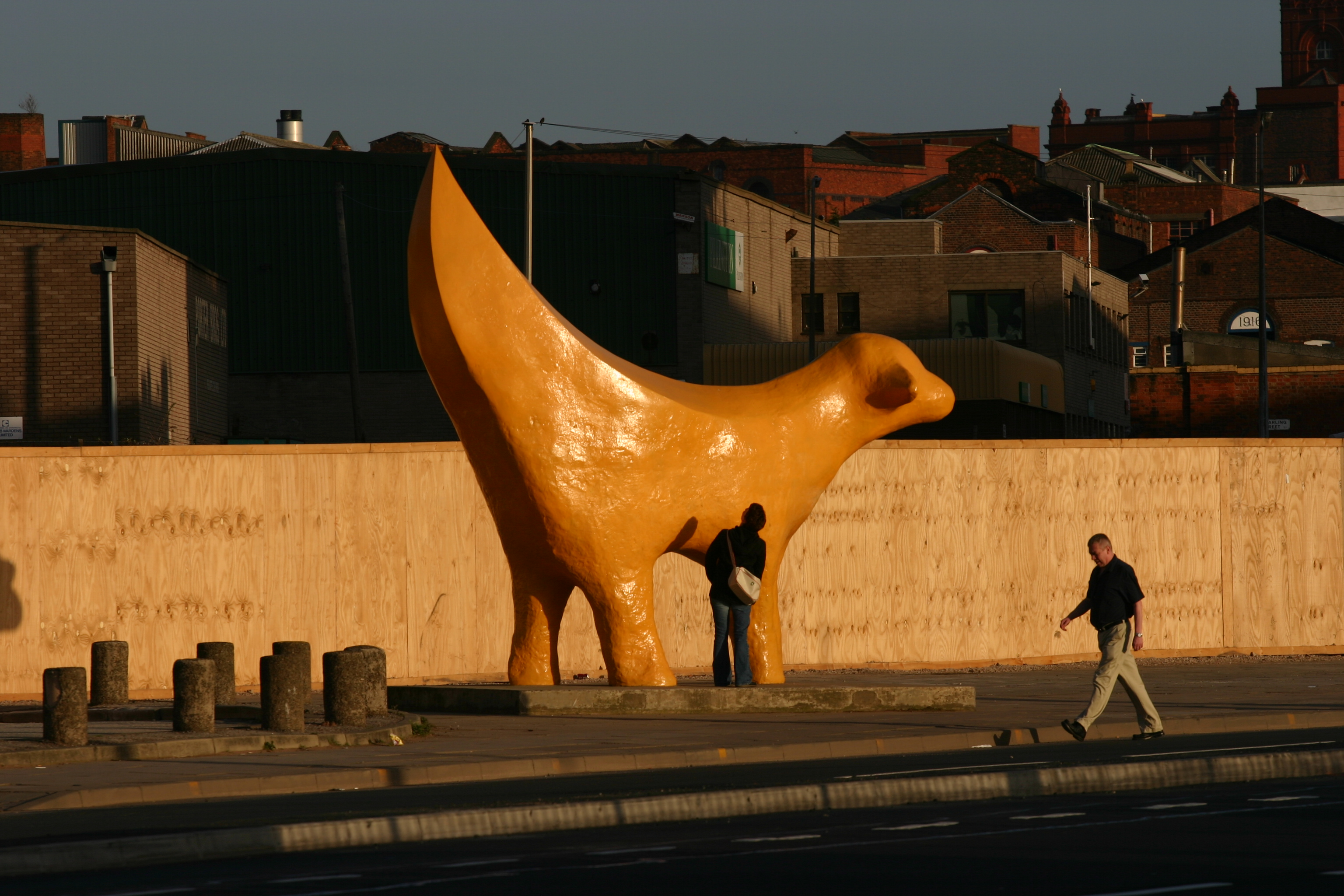
Superlambanana, 2005

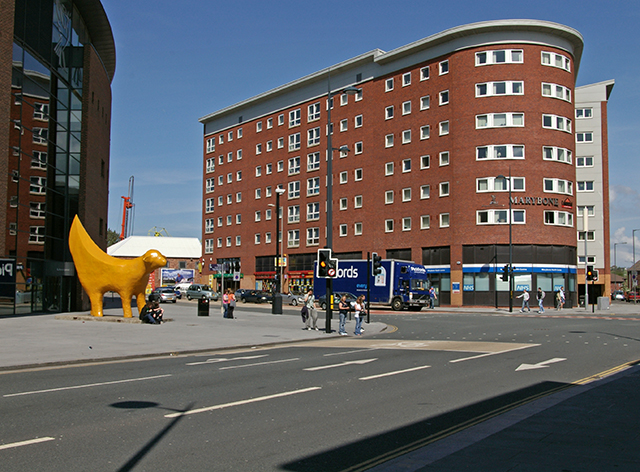
Superlambanana, 2010

Superlambanana (aus englisch super, lamb und banana) ist eine große Plastik, die in Liverpool in England als Kunst im öffentlichen Raum aufgestellt ist und für eine dortige Ausstellung 1998 entworfen worden ist. Als Liverpool 2008 Kulturhauptstadt Europas war, wurden 125 Repliken der Superlambanana in der Stadt und ihrem Umkreis aufgestellt. 2010 wurden acht neue Repliken als dauerhafte öffentliche Kunst unter dem Namen Eight for 08 installiert.

## Geschichte
Die Plastik Superlambanana ist das Werk des in Manhattan lebenden japanischen Künstlers Taro Chiezo. Er entwarf sie für die ArtTransPennine Exhibition 1998, eine Initiative mit dem Ziel, durch den Norden Englands einen „corridor of art“ (Korridor der Kunst) zu ziehen. Liverpools Beitrag Superlambanana thematisiert sowohl von der Wortzusammensetzung wie auch von der Form der Skulptur her eine Kreuzung aus Lamm und Banane. Damit wird ironisch auf die Gefahren der Gentechnik sowie die Waren Lamm und Banane angespielt, die im Hafen von Liverpool umgeschlagen wurden. Chiezo erstellte ein etwa 10 Zentimeter (4 Inches) großes Modell, das vier lokale Künstler, Tommy Reason, Andy Small, Ray Stokes und Julian Taylor, im Maßstab 50:1 vergrößerten, wobei ein Gitterrahmen eine „Haut“ aus Beton und Fiberglas trägt. Die Plastik wiegt fast acht Tonnen. Sie wurde in den Räumlichkeiten der ehemaligen Fabrik Bryant & May Matchworks in Garston, im Süden von Liverpool, zu einem Preis von £35.000 hergestellt.
Die Plastik wurde bei der Wiedereröffnung der Tate Liverpool enthüllt. Zum Ende der Ausstellung wurde sie an den Liverpool Architecture & Design Trust übergeben. Derzeit steht sie in Tithebarn Street, außerhalb der Liverpool John Moores University. Ihr Sinn und Wert waren zunächst umstritten, doch wurde sie zu einem Symbol der Stadt und als Kunst in der Öffentlichkeit geschätzt.

## 125 Repliken der Superlambanana

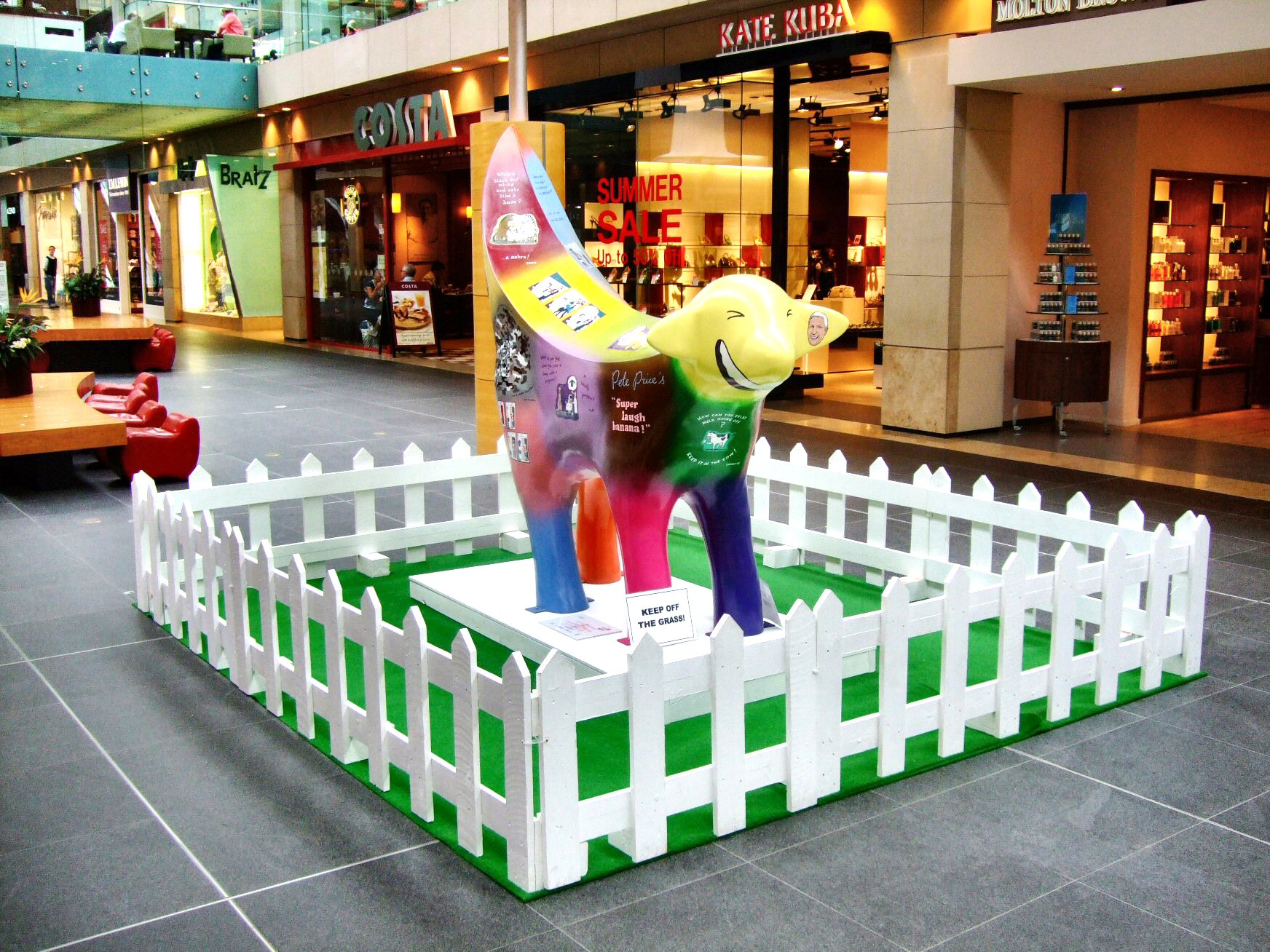
Im Jahre 2008 in einem Einkaufszentrum aufgestellte Super Gag Banana

Als Liverpool 2008 Kulturhauptstadt Europas war, wurden 125 zwei Meter hohe Repliken der Superlambanana in Auftrag gegeben und in der Stadt und ihrem Umkreis aufgestellt. Die kleinen Superlambananas wurden in Zusammenarbeit der Liverpool Culture Company und Wild in Art entwickelt, wobei beide Organisationen von öffentlichen Einrichtungen und Unternehmen unterstützt wurden. Die Repliken wurden von lokalen Künstlern entworfen und zehn Wochen lang, von Juni bis August, gezeigt. Die Zeitung The Liverpool Echo gab eine Landkarte und einen Führer zu den individuellen Superlambananas heraus. Die Plastiken wurden anschließend verkauft.

## Acht weitere Repliken der Superlambanana

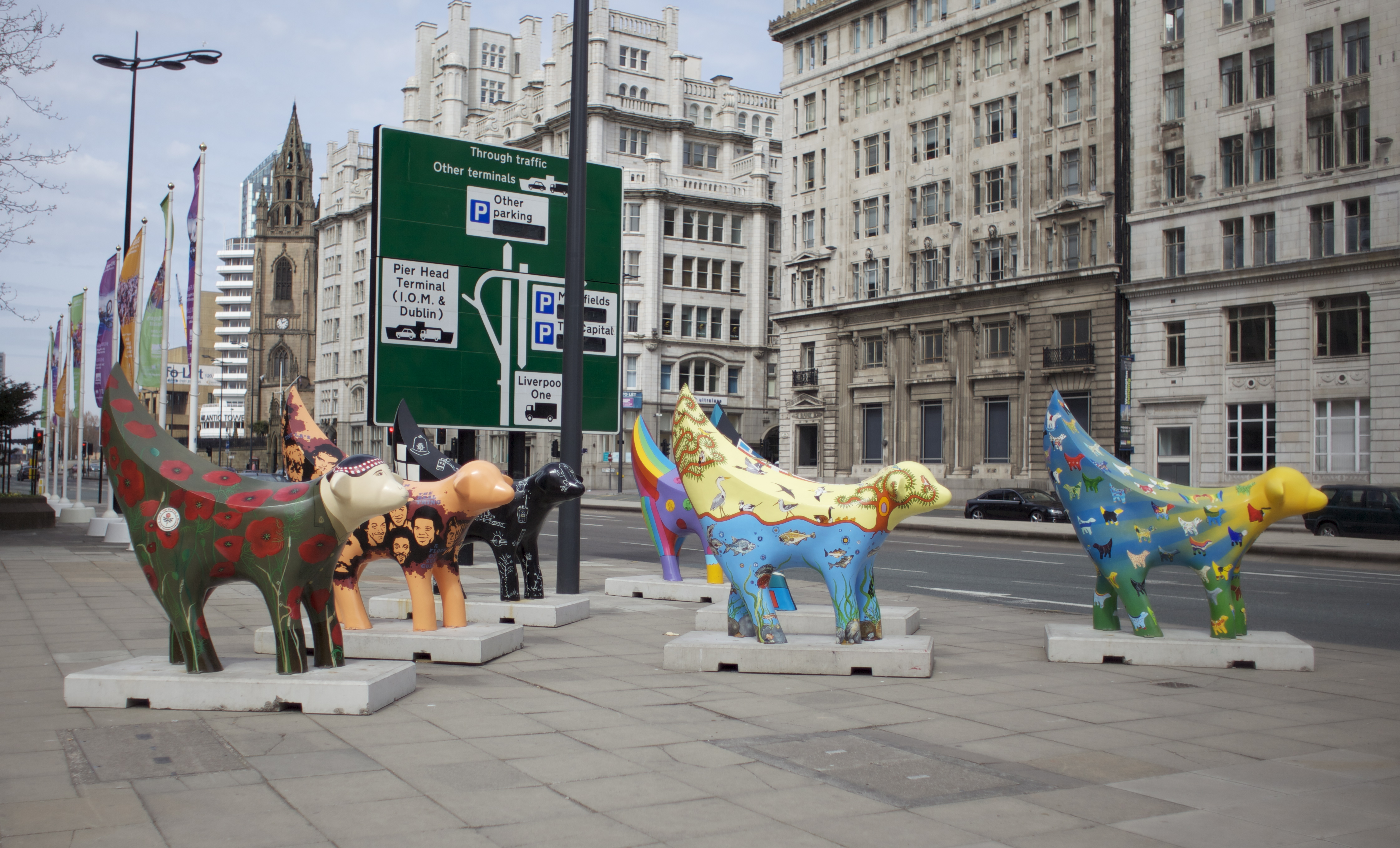
Sieben der acht im Jahre 2010 aufgestellten Repliken Eight for 08 in Liverpool

2010 gab der Rat der Stadt acht neue zwei Meter hohe Repliken der Superlambanana in Auftrag als dauerhafte öffentliche Kunst unter dem Namen Eight for 08. Warren Bradley, der Ratsvorsitzende der Stadt, sagte: „We wanted to create an artistic legacy of what Liverpool enjoyed from being European Capital of Culture, something that captured the spirit of the year and the magic of the amazing creativity.“ („Wir wollten ein künstlerisches Vermächtnis schaffen für den Gewinn, den Liverpool aus der Zeit als Kulturhauptstadt gezogen hat, etwas, das den Geist dieses Jahres und den Zauber seiner erstaunlichen Kreativität einfing.“) Die Gestaltung der Repliken ging aus einem Wettbewerb Design a Superlambanana hervor und sollte den Charakter der Bewohner Liverpools spiegeln. Sie standen vorübergehend an The Strand vor dem Cunard Building und dem Liver Building, bevor sie am neuen Bahnhof Lime Street Station installiert wurden. Eine Plastik vertrat Liverpool auf der EXPO 2010 in Shanghai.